# Teen Choice Awards 2009
Der zehnte Teen Choice Award wurde am 9. August 2009 in 45 Kategorien verliehen. Die Preisverleihung fand im Gibson Amphitheatre in Universal City, Kalifornien statt. Der Sender FOX übertrug die Verleihung live. Moderatoren waren die Jonas Brothers Nick, Kevin und Joe Jonas. Die meisten Preise erreichte der Film Twilight – Biss zum Morgengrauen, der von seinen elf Nominierungen zehn gewann.
Die Nominierungen wurden am 15. Juni 2009 verkündet.

## Choice Movie

### Choice Movie Actor: Drama
Gewinner:
- Twilight – Bis(s) zum Morgengrauen  – Robert Pattinson

Nominierte:
- Australia  – Hugh Jackman
- Fighting  – Channing Tatum
- Slumdog Millionär  – Dev Patel
- Der seltsame Fall des Benjamin Button  – Brad Pitt

### Choice Movie Actor: Action Adventure
Gewinner:
- X-Men Origins: Wolverine  – Hugh Jackman

Nominierte:
- Eagle Eye – Außer Kontrolle  – Shia LaBeouf
- Fast & Furious – Neues Modell. Originalteile.  – Paul Walker
- Die Jagd zum magischen Berg  – Dwayne Johnson
- Terminator: Die Erlösung  – Christian Bale

### Choice Movie Actor: Comedy
Gewinner:
- 17 Again – Back to High School  – Zac Efron

Nominierte:
- Die fast vergessene Welt  – Will Ferrell
- Ananas Express  – Seth Rogen

Auch für Shopping-Center King – Hier gilt mein Gesetz
- Tropic Thunder  – Ben Stiller

Auch für Nachts im Museum 2
- Der Ja-Sager  – Jim Carrey

### Choice Movie Actor: Horror/Thriller
Gewinner:
- I Am Legend  – Will Smith

Nominierte:
- 30 Days of Night  – Josh Hartnett
- Cloverfield  – Michael Stahl-David
- Ein tödlicher Anruf  – Edward Burns
- The Strangers  – Scott Speedman

### Choice Movie Actress: Drama
Gewinner:
- Abbitte  – Keira Knightley

Nominierte:
- 21  – Kate Bosworth
- Der Klang des Herzens  – Keri Russell
- Die Schwester der Königin  – Scarlett Johansson
- Machtlos  – Reese Witherspoon

### Choice Movie Actress: Horror/Thriller
Gewinner:
- The Eye (2008/I) – Jessica Alba

Nominierte:
- Cloverfield  – Odette Yustman
- Ein tödlicher Anruf  – Shannyn Sossamon
- Prom Night  – Brittany Snow
- The Strangers  – Liv Tyler

### Choice Movie Actress: Action Adventure
Gewinner:
- Fast & Furious – Neues Modell. Originalteile.  – Jordana Brewster

Nominierte:
- Max Payne  – Mila Kunis
- Star Trek  – Zoë Saldaña
- Terminator: Die Erlösung  – Bryce Dallas Howard
- Watchmen – Die Wächter  – Malin Åkerman

### Choice Movie Actress: Comedy
Gewinner:
- Juno  – Elliot Page[A 1]

Nominierte:
- Verwünscht  – Amy Adams (III)
- Nie wieder Sex mit der Ex  – Kristen Bell
- Sex And The City – Der Film  – Sarah Jessica Parker
- Love Vegas  – Cameron Diaz

### Choice Movie: Comedy
Gewinner:
- Juno

Nominierte:
- Baby Mama
- Road Trip
- Semi-Pro
- Superbad

### Choice Summer Movie: Action Adventure
Gewinner:
- Hancock

Nominierte:
- The Dark Knight
- Der unglaubliche Hulk
- Die Reise zum Mittelpunkt der Erde
- Wanted

### Choice Movie: Drama
Gewinner:
- Step Up to the Streets

Nominierte:
- 21
- August Rush
- Into the Wild
- Stop-Loss

### Choice Summer Movie: Comedy
Gewinner:
- Get Smart

Nominierte:
- Kung Fu Panda
- Meet Dave
- WALL·E – Der Letzte räumt die Erde auf
- Leg dich nicht mit Zohan an

### Choice Movie: Bromantic Comedy
Gewinner:
- Love Vegas

Nominierte:
- Dan – Mitten im Leben!
- Vielleicht, vielleicht auch nicht
- Nie wieder Sex mit der Ex
- Verliebt in die Braut

### Choice Movie Breakout Male
Gewinner:
- Superhero Movie  – Drake Bell

Nominierte:
- 21  – Jim Sturgess

Auch für Across the Universe
- Die Chroniken von Narnia: Prinz Kaspian von Narnia  – Ben Barnes
- Nie wieder Sex mit der Ex  – Jason Segel
- Juno  – Michael Cera

Auch für Superbad

### Choice Comedian
Gewinner:
- Adam Sandler

Nominierte:
- Michael Cera
- Dane Cook
- Will Ferrell
- Jonah Hill

### Choice Movie: Chick Flick
Gewinner:
- 27 Dresses

Nominierte:
- Verwünscht
- Ein Schatz zum Verlieben
- P.S. Ich liebe Dich
- Sex And The City – Der Film

### Choice Movie: Action Adventure
Gewinner:
- Die Chroniken von Narnia: Prinz Kaspian von Narnia

Nominierte:
- The Forbidden Kingdom
- Indiana Jones und das Königreich des Kristallschädels
- Iron Man
- Speed Racer

### Choice Movie Breakout Female
Gewinner:
- Juno  – Elliot Page[A 1]

Nominierte:
- Nie wieder Sex mit der Ex  – Kristen Bell
- Nie wieder Sex mit der Ex  – Mila Kunis
- The Great Debaters  – Jurnee Smollett
- Step Up to the Streets  – Briana Evigan

### Choice Movie: Horror/Thriller
Gewinner:
- I Am Legend

Nominierte:
- 30 Days of Night
- Cloverfield
- Prom Night
- The Strangers

### Choice Movie Villain
Gewinner:
- Sweeney Todd – Der teuflische Barbier aus der Fleet Street  – Johnny Depp

Nominierte:
- Verwünscht  – Susan Sarandon
- Indiana Jones und das Königreich des Kristallschädels  – Cate Blanchett
- Iron Man  – Jeff Bridges
- Jumper  – Samuel L. Jackson

## Choice TV

### Choice TV Actor: Drama
Gewinner:
- One Tree Hill  – Chad Michael Murray

Nominierte:
- Friday Night Lights  – Taylor Kitsch
- Gossip Girl  – Penn Badgley
- Gossip Girl  – Chace Crawford
- Grey’s Anatomy  – Patrick Dempsey

### Choice TV Actor: Action Adventure
Gewinner:
- Heroes  – Milo Ventimiglia

Nominierte:
- Lost  – Matthew Fox
- Lost  – Josh Holloway
- Prison Break  – Wentworth Miller
- Smallville  – Tom Welling

### Choice TV Actor: Comedy
Gewinner:
- Das Büro  – Steve Carell

Nominierte:
- How I Met Your Mother  – Neil Patrick Harris
- Samantha Who?  – Barry Watson
- Two and a Half Men  – Charlie Sheen
- Alles Betty!  – Michael Urie

### Choice TV Actress: Drama
Gewinner:
- Gossip Girl  – Leighton Meester

Nominierte:
- Gossip Girl  – Blake Lively
- Grey’s Anatomy  – Katherine Heigl
- One Tree Hill  – Hilarie Burton
- One Tree Hill  – Sophia Bush

### Choice TV Actress: Comedy
Gewinner:
- Hannah Montana  – Miley Cyrus

Nominierte:
- 30 Rock  – Tina Fey
- My Name Is Earl  – Jaime Pressly
- Samantha Who?  – Christina Applegate
- Alles Betty!  – America Ferrera

### Choice TV Actress: Action Adventure
Gewinner:
- Heroes  – Hayden Panettiere

Nominierte:
- Heroes  – Ali Larter
- Lost  – Evangeline Lilly
- Smallville  – Kristin Kreuk
- Terminator: The Sarah Connor Chronicles  – Summer Glau

### Choice TV Reality Music Competition
Gewinner:
- American Idol: The Search for a Superstar

Nominierte:
- Don’t Forget the Lyrics!
- Making the Band 4
- The Next Great American Band
- Pussycat Dolls Present: Girlicious

### Choice TV Reality Dance
Gewinner:
- Randy Jackson Presents America's Best Dance Crew

Nominierte:
- Dance War: Bruno vs. Carrie Ann
- Dancing with the Stars
- So You Think You Can Dance
- Your Mama Don't Dance

### Choice TV Villain
Gewinner:
- Gossip Girl  – Ed Westwick

Nominierte:
- Heroes  – Zachary Quinto
- The Hills  – Spencer Pratt
- Smallville  – Michael Rosenbaum
- Alles Betty!  – Vanessa Williams (VII)

### Choice TV Female Reality/Variety Star
Gewinner:
- The Hills  – Lauren Conrad

Nominierte:
- America’s Next Top Model  – Whitney Thompson
- Dancing with the Stars  – Kristi Yamaguchi
- The Hills  – Heidi Montag
- Keeping Up with the Kardashians  – Kimberly Kardashian

### Choice TV Personality
Gewinner:
- America’s Next Top Model  – Tyra Banks

Nominierte:
- American Idol: The Search for a Superstar  – Simon Cowell
- American Idol: The Search for a Superstar  – Ryan Seacrest

Auch für E! News Daily
- Project Runway  – Heidi Klum
- Randy Jackson Presents America's Best Dance Crew  – Lil’ Mama

### Choice Summer TV Show
Gewinner:
- The Secret Life of the American Teenager

Nominierte:
- Degrassi: The Next Generation
- High School Musical: Get in the Picture
- Randy Jackson Presents America's Best Dance Crew
- So You Think You Can Dance

### Choice TV Show: Drama
Gewinner:
- Gossip Girl

Nominierte:
- Friday Night Lights
- Grey’s Anatomy
- Dr. House
- One Tree Hill

### Choice TV Reality Competition
Gewinner:
- The Big Give

Nominierte:
- American Gladiators
- Big Brother
- Survivor

### Choice TV Male Reality/Variety Star
Gewinner:
- American Idol: The Search for a Superstar  – David Cook

Nominierte:
- The Hills  – Brody Jenner
- Life of Ryan  – Ryan Sheckler
- Randy Jackson Presents America's Best Dance Crew  – The JabbaWockeeZ
- Rob & Big  – Rob Dyrdek; Chris Boykin

### Choice TV Show: Action Adventure
Gewinner:
- Heroes

Nominierte:
- Lost
- Prison Break
- Smallville
- Terminator: The Sarah Connor Chronicles

### Choice TV Looking for Love
Gewinner:
- Der Junggeselle

Nominierte:
- The Bachelorette
- Flavor of Love
- I Love New York
- Rock of Love with Bret Michaels

### Choice TV Breakout Star Male
Gewinner:
- Gossip Girl  – Chace Crawford

Nominierte:
- Chuck  – Zachary Levi
- Gossip Girl  – Ed Westwick
- Randy Jackson Presents America's Best Dance Crew  – The JabbaWockeeZ
- Terminator: The Sarah Connor Chronicles  – Thomas Dekker

### Choice TV Game Show
Gewinner:
- Deal or No Deal

Nominierte:
- Are You Smarter Than a 5th Grader?
- Duel
- The Moment of Truth

### Choice TV Show: Comedy
Gewinner:
- Hannah Montana

Nominierte:
- Desperate Housewives
- How I Met Your Mother
- Two and a Half Men
- Alles Betty!

### Choice TV Celebrity Reality
Gewinner:
- The Hills

Nominierte:
- Keeping Up with the Kardashians
- Life of Ryan
- Rob & Big
- Run's House

### Choice TV Breakout Show
Gewinner:
- Gossip Girl

Nominierte:
- Miss Guided
- Randy Jackson Presents America's Best Dance Crew
- Samantha Who?
- Terminator: The Sarah Connor Chronicles

### Choice TV Breakout Star Female
Gewinner:
- Gossip Girl  – Blake Lively

Nominierte:
- Gossip Girl  – Leighton Meester
- Gossip Girl  – Taylor Momsen
- Dr. House  – Olivia Wilde
- Terminator: The Sarah Connor Chronicles  – Summer Glau

### Choice TV Animated Show
Gewinner:
- Family Guy

Nominierte:
- American Dad
- Aqua Teen Hunger Force
- Die Simpsons

### Choice TV Reality Beauty & Makeover
Gewinner:
- America’s Next Top Model

Nominierte:
- Beauty and the Geek
- The Biggest Loser
- Das Hausbau-Kommando
- Project Runway

## Choice Music

### Choice Music: Male Artist
Gewinner:
- Jason Mraz

Nominierte:
- Lil Wayne
- Ne-Yo
- Soulja Boy
- Kanye West

### Choice Music: Female Artist
Gewinner:
- Taylor Swift

Nominierte:
- Miley Cyrus
- Lady Gaga
- Katy Perry
- Britney Spears

### Choice Music: R&B Artist
Gewinner:
- Beyoncé

Nominierte:
- Jamie Foxx
- Jennifer Hudson
- Ne-Yo
- T-Pain

### Choice Music: Rap Artist
Gewinner:
- Kanye West

Nominierte:
- Bow Wow
- Lil Wayne
- Soulja Boy
- T.I.

### Choice Music: Rock Group
Gewinner:
- Paramore

Nominierte:
- The All-American Rejects
- Green Day
- Kings of Leon
- Linkin Park

### Choice Music: Single
Gewinner:
- The Climb – Miley Cyrus

Nominierte:
- Circus – Britney Spears
- Hot n Cold – Katy Perry
- My Life Would Suck Without You – Kelly Clarkson
- Poker Face – Lady Gaga

### Choice Music: R&B Track
Gewinner:
- Single Ladies (Put a Ring on It) – Beyoncé

Nominierungen:
- If This Isn't Love – Jennifer Hudson
- Kiss Me thru the Phone  – Soulja Boy featuring Sammie
- Love Lockdown – Kanye West
- Mad – Ne-Yo

### Choice Music: Rap/Hip-Hop Track
Gewinner:
- Boom Boom Pow – The Black Eyed Peas

Nominierungen:
- Heartless – Kanye West
- I Know You Want Me (Calle Ocho) – Pitbull
- I Love College – Asher Roth
- Right Round – Flo Rida

### Choice Music: Rock Track
Gewinner:
- Decode – Paramore

Nominierungen:
- Gives You Hell – The All-American Rejects
- Know Your Enemy – Green Day
- Sink into Me – Taking Back Sunday
- You Found Me – The Fray

### Choice Music: Love Song
Gewinner:
- Crush – David Archuleta

Nominierungen:
- Halo – Beyoncé
- How Do You Sleep? – Jesse McCartney
- Lovebug – Jonas Brothers
- Love Story – Taylor Swift

### Choice Music: Breakout Artist
Gewinner:
- David Archuleta

Nominierungen:
- David Cook
- Kid Cudi
- Lady Gaga
- Asher Roth

### Choice Music: Hook Up
Gewinner:
- Just Dance – Lady Gaga featuring Colby O’Donis

Nominierungen:
- Kiss Me thru the Phone – Soulja Boy featuring Sammie
- Live Your Life – T.I. featuring Rihanna
- Love Sex Magic – Ciara featuring Justin Timberlake
- Lucky – Jason Mraz and Colbie Caillat

### Choice Music Album: Male
Gewinner:
- We Sing, We Dance, We Steal Things – Jason Mraz

Nominierungen:
- David Cook – David Cook
- 808s and Heartbreak – Kanye West
- Relapse – Eminem
- Tha Carter III – Lil Wayne

### Choice Music Album: Female
Gewinner:
- Fearless – Taylor Swift

Nominierungen:
- Carnival Ride – Carrie Underwood
- The Fame – Lady Gaga
- I Am... Sasha Fierce – Beyoncé
- One of the Boys – Katy Perry

### Choice Music Album: Group
Gewinner:
- Lines, Vines and Trying Times – Jonas Brothers

Nominierungen:
- The E.N.D. – The Black Eyed Peas
- Only by the Night – Kings of Leon
- 21st Century Breakdown – Green Day
- When the World Comes Down – The All-American Rejects

### Choice Music: Soundtrack
Gewinner:
- Twilight – Biss zum Morgengrauen

Nominierungen:
- Gossip Girl
- Hannah Montana: The Movie
- High School Musical 3: Senior Year
- Jonas Brothers: 3D Concert Experience

### Choice Music: Tour
Gewinner:
- Demi Lovato and David Archuleta

Nominierungen:
- American Idol
- Jonas Brothers
- Britney Spears
- Taylor Swift

### Choice Music: Summer Song
Gewinner:
- Before the Storm – Jonas Brothers featuring Miley Cyrus

Nominierungen:
- Fire Burning – Sean Kingston
- I Gotta Feeling – The Black Eyed Peas
- I Know You Want Me (Calle Ocho) – Pitbull
- Knock You Down – Keri Hilson featuring Kanye West and Ne-Yo

## Weitere Awards

### Choice Male Hottie
Gewinner:
- Robert Pattinson

Nominierungen:
- Chace Crawford
- Zac Efron
- Jonas Brothers
- Taylor Kitsch

### Choice Female Hottie
Gewinner:
- Megan Fox

Nominierungen:
- Miley Cyrus
- Vanessa Hudgens
- Beyoncé Knowles
- Blake Lively

### Choice Comedian
Gewinner:
- George Lopez

Nominierungen:
- Dane Cook
- Kathy Griffin
- Amy Poehler
- Andy Samberg

### Choice Celebrity Activist
Gewinner:
- Hayden Panettiere

Nominierungen:
- Leonardo DiCaprio
- Angelina Jolie
- Brad Pitt
- Natalie Portman

### Choice Male Athlete
Gewinner:
- David Beckham

Nominierungen:
- Kobe Bryant
- Roger Federer
- Michael Phelps
- Tiger Woods

### Choice Female Athlete
Gewinner:
- Shawn Johnson

Nominierungen:
- Nastia Liukin
- Misty May-Treanor and Kerri Walsh Jennings
- Danica Patrick
- Serena Williams

### Choice Male Action Sports Athlete
Gewinner:
- Ryan Sheckler

Nominierungen:
- Paul Rodriguez
- Kelly Slater
- James Stewart Jr.
- Shaun White

### Choice Female Action Sports Athlete
Gewinner:
- Stephanie Gilmore

Nominierungen:
- Gretchen Bleiler
- Torah Bright
- Lyn-Z Adams Hawkins
- Carissa Moore

### Choice Male Red Carpet Fashion Icon
Gewinner:
- Jonas Brothers

Nominierungen:
- Zac Efron
- Adam Lambert
- Justin Timberlake
- Kanye West

### Choice Female Red Carpet Fashion Icon
Gewinner:
- Selena Gomez

Nominierungen:
- Rachel Bilson
- Miley Cyrus
- Eva Longoria
- Demi Lovato

### Choice Celebrity Pet
Gewinner:
- Bo – Hund von Barack Obama

Nominierungen:
- Kitty Purry – Katy Perrys Katze
- Matzo Ball – Adam Sandlers Hund
- Shadow – Vanessa Hudgens’ Hund
- Vida Blue – Ashton Kutchers Hund

### Choice Video Game
Gewinner:
- Rock Band 2

Nominierungen:
- Grand Theft Auto IV
- Guitar Hero: Metallica
- Madden NFL '09
- Mortal Kombat vs. DC Universe

### Choice Celebrity Baby
Gewinner:
- Honor Marie – Jessica Alba and Cash Warren

Nominierungen:
- Harlow – Nicole Richie and Joel Madden
- Seraphina – Jennifer Garner and Ben Affleck
- Sunny – Adam Sandler and Jackie Sandler
- Zuma – Gwen Stefani and Gavin Rossdale

### Choice Celebrity Dancer
Gewinner:
- Selena Gomez

Nominierungen:
- Miley Cyrus
- Fergie
- Shawn Johnson
- Lady Gaga

### Choice Web Star
Gewinner:
- Fred Figglehorn

Nominierungen:
- Will Ferrell
- Perez Hilton
- Ashton Kutcher
- Andy Samberg

### Choice Twit
Gewinner:
- Ellen DeGeneres

Nominierungen:
- Kim Kardashian
- Ashton Kutcher
- MC Hammer
- Shaquille O’Neal

### Ultimate Choice Award
- Britney Spears